# رون جورج
رون جورج (بالإنجليزية: Ron George)‏ (14 أغسطس 1922 ببرستل في المملكة المتحدة - 1 أكتوبر 1989 بكولشيستر في المملكة المتحدة) هو لاعب كرة قدم بريطاني (وحمل سابقاً جنسية المملكة المتحدة لبريطانيا العظمى وأيرلندا) في مركز الدفاع. لعب مع كريستال بالاس وكولتشستر يونايتد وBristol Aeroplane Company F.C. ‏ وSudbury Town F.C. ‏.